# یواس‌اس ناراگنست (ای‌تی-۸۸)
یواس‌اس ناراگنست (ای‌تی-۸۸) (به انگلیسی: USS Narragansett (AT-88)) یک کشتی بود که طول آن ۲۰۵ فوت (۶۲ متر) بود. این کشتی در سال ۱۹۴۲ ساخته شد.